# Mamassirou (Pobé-Mengao)
Pour les articles homonymes, voir Mamassirou.
Mamassirou est une commune située dans le département de Pobé-Mengao, dans la province du Soum, région du Sahel, au Burkina Faso.

En 2012, le département de Pobé-Mengeo comptait un peu moins de 25 000 habitants avec 154 habitants à Mamassirou.